# Троянда пустелі

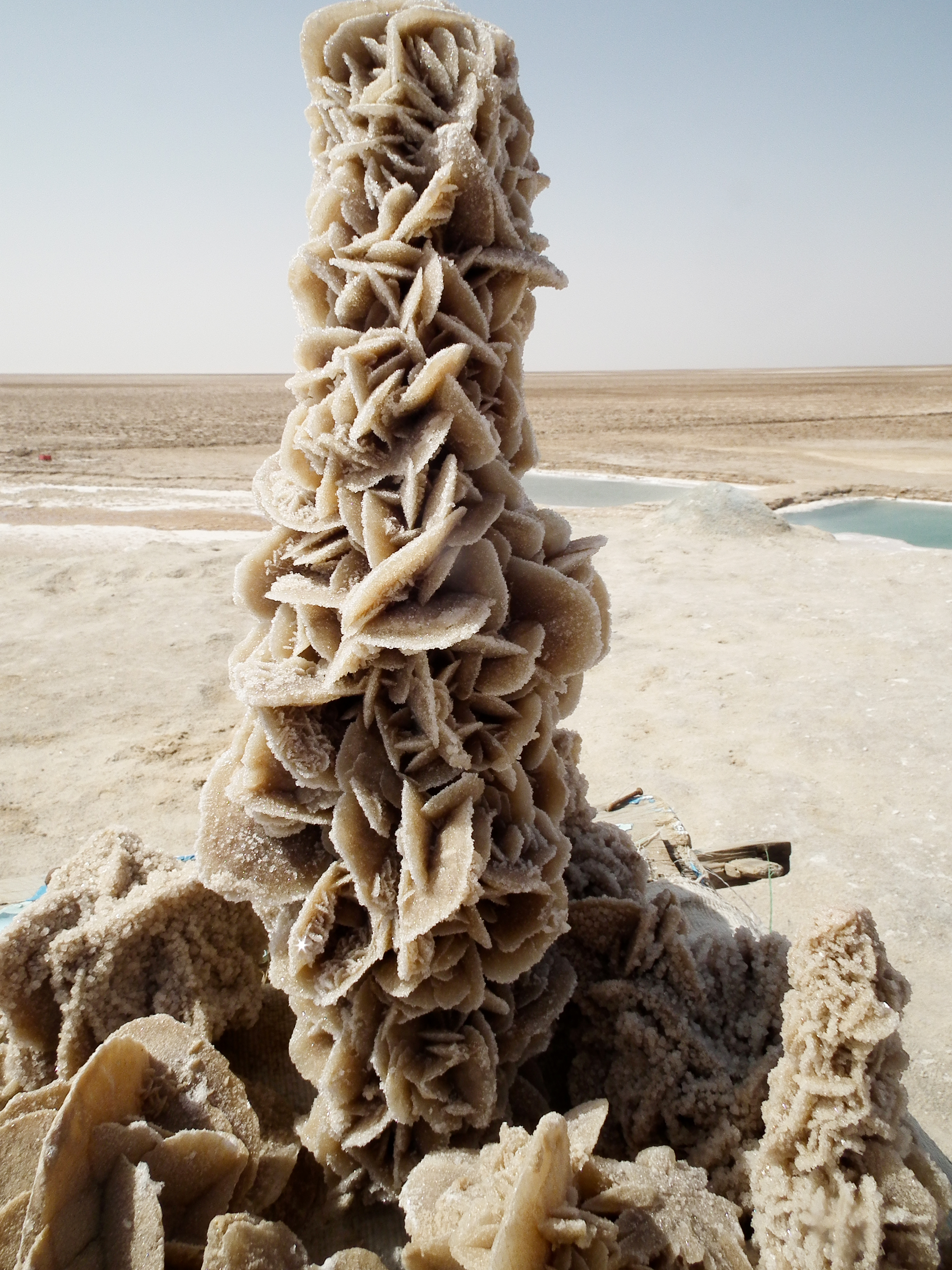
Велика «троянда пустелі» з Туніської пустелі

«Троянда пустелі» («пустельна троянда» або «троянда пісків») — це розмовна назва утворень кристалічних кластерів гіпсу або бариту, що позначає одну з морфологічних різновидів мінералу гіпс. Мінеральні агрегати утворюють характерні зростки лінзовидних сплющених скупчень кристалів (розеток).

## Походження
«Троянди пустелі» формуються (кристалізуються), як і деякі інші аутигенні мінерали, в шарах піску або ґрунту. Колір агрегатів зазвичай визначається кольором субстрату в якому вони формуються.
Гіпсові троянди, як правило, мають більш певні, більш гострі кромки, ніж баритові троянди.

## Розмір
Як правило, більшість таких троянд мають розмір в діапазоні від горошини (0,5 — 1 см) до 4 см в діаметрі. Найбільша зареєстрована «троянда пустелі» в Оклахома Geological Survey мала розмір 43 на 25 см, вагою 56 кг. А кластери рожевих скель досягали 39 см у висоту та вагою більше 450 кг.

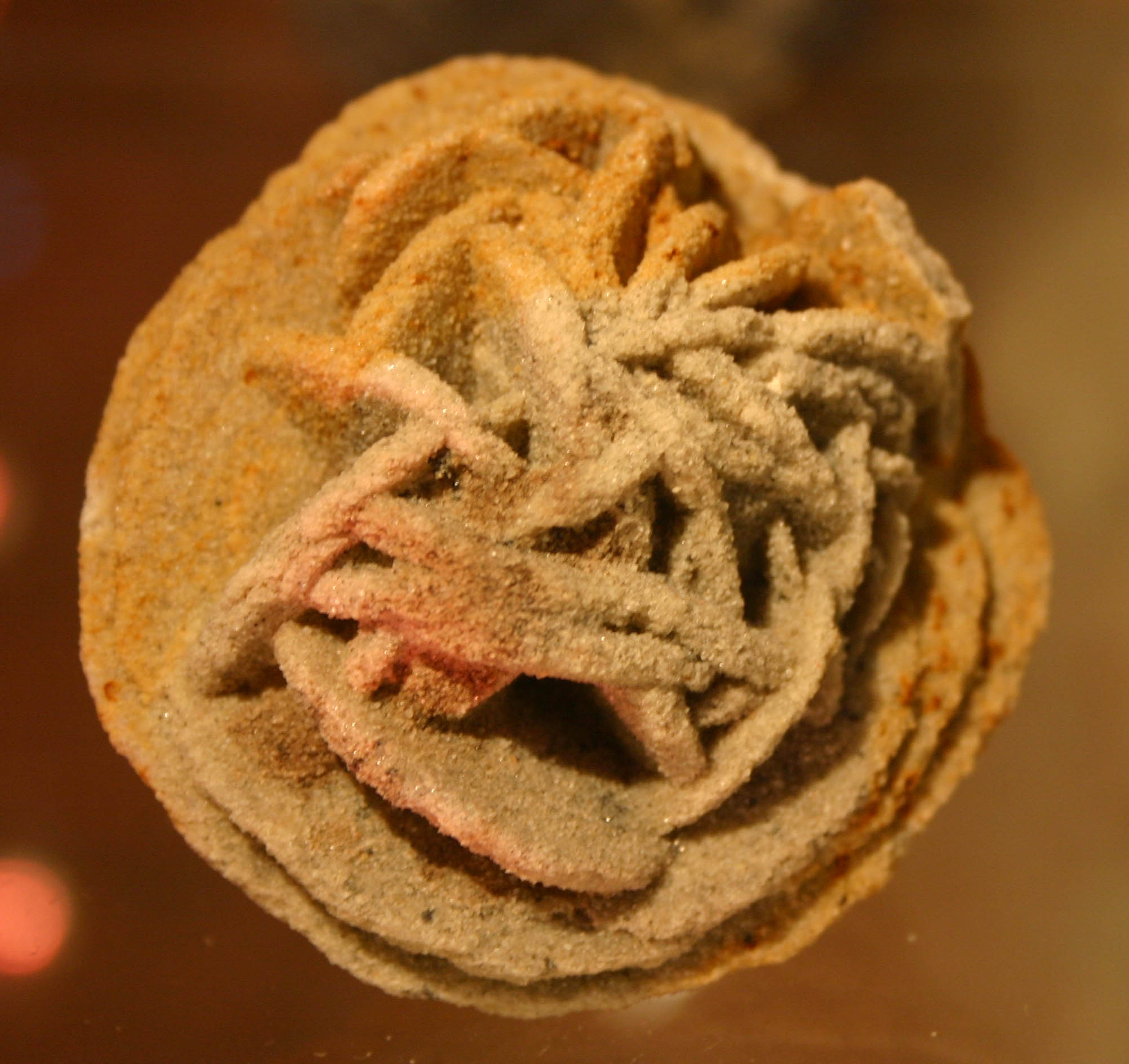
«Троянда пустелі» або «троянда пісків»

Агрегати народжуються в пустелях при особливих умовах. Коли над пустелею випадають опади, вода миттєво всмоктується в пісок. Якщо піски багаті гіпсом, компоненти цього мінералу вимиваються і йдуть разом з водою вглиб. При цьому розчин досить швидко нагрівається і випаровується. Після повного випаровування води утворюються кристали гіпсу. Оскільки він кристалізується в піщаній масі, частинки піску неминуче стають включеннями в кристалі гіпсу. Якщо присутні оксиди заліза, то розетки отримують іржавий тон.

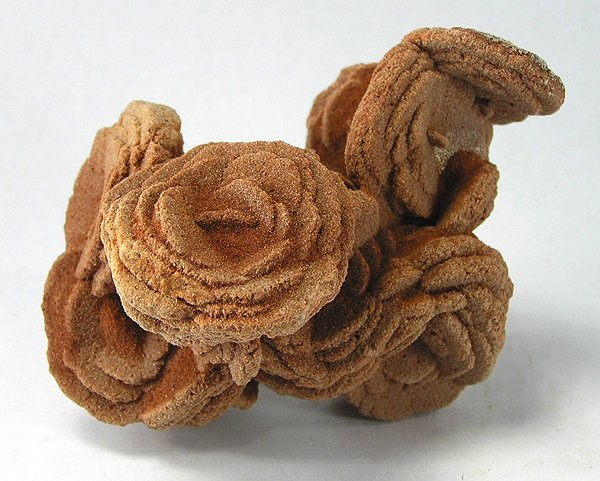
Барит з Клівленд Каунті, штат Оклахома (розмір:10.2x7.1x5.5 см)

## Місцезнаходження
Троянди пустелі зазвичай знаходяться в Тунісі, Алжирі, Саудівській Аравії, Об'єднаних Арабських Еміратах, Іспанії (Фуертевентура, Канарські острови, Кані-де-Мар, Каталонія, Ла-Альмарча, Куенка), Сполучених Штатах Америки (штат Аризона), Мексиці (Сьюдад-Хуарес, Чіуауа) та Австралії.

## Цікаві факти
- Троянда пустелі відома жителям Сахари з давніх часів. Вперше на ці кристали звернули увагу кочові племена. Стародавні кочівники довгий час вважали, що «троянда пустелі» утворюється з верблюжої сечі.
- У деяких країнах «троянду пустелі» прийнято дарувати в День закоханих як символ нев'янучої любові.